# E 대역
도파관 E 대역(waveguide E band)은 전자기 스펙트럼에서 60 GHz ~ 90 GHz 사이의 무선주파수 대역이며, WR12 웨이브가이드의 권장 주파수 대역과 일치한다. 이 주파수들은 5 mm ~ 3.333 mm 사이의 파장과 일치한다. E 대역은 무선 스펙트럼의 EHF 대역에 속한다.

## 대기의 영향
높은 주파수대에서 단파장은 가시광선과 비슷하게 방사의 질을 매우 방향성 있게 만들어 준다. 수많은 분자들은 이 대역의 특정한 파장에 의해 야기되는 회전 상태, 진동 상태를 보유하므로 산소, 수증기, 이산화 탄소, 질소 등의 기체들이 흡수할 수 있으며 기상, 대기 조건에 의존하는 가변적인 빔 감쇠 효과를 일으킬 수 있다.

## 응용
2003년 10월, 연방 통신 위원회(FCC)는 71 ~ 76 GHz, 81 ~ 86 GHz, 92 ~ 95 GHz 대역의 스펙트럼이 미국에서 고밀도 고정 무선 서비스에 사용할 수 있게 되었다고 규정하였다.
국제전기통신연합의 전파 관리를 통해 4밀리미터 대역으로 불리는 76.000 GHz ~ 81.000 GHz 대역에서 아마추어 무선과 아마추어 위성 운영을 가능케 한다.